# Pigotta
La Pigotta è oggi un gioco registrato dall'Unicef con l'iniziativa "Adotta una Pigotta" per sostenere l'infanzia nei paesi in via di sviluppo mentre un tempo, in varie zone della Lombardia, indicava una bambola di pezza fatta in casa, con materiali poveri (avanzi di tessuto e lana). 
Nel 1988 la cantante Jo Garçeau, membro del Comitato Unicef di Cinisello Balsamo, creò la prima Pigotta a scopo umanitario. Da allora chiunque può creare una di queste bambole in modo autonomo (l'Unicef fornisce un cartamodello utilizzabile per la forma del corpo ma tutto il resto è lasciato alla creatività di chi la confeziona). Ogni Pigotta è corredata di una cartolina identificativa e viene adottata. Nei primi 18 anni l'Unicef ha raccolto, attraverso la vendita delle Pigotte, 27 milioni di Euro.